# Tweede klasse 1927-28 (voetbal België)
Het seizoen 1927/28 was de veertiende editie van de Belgische Tweede Klasse. De competitie vond plaats tussen september 1927 en mei 1928. De officiële naam destijds was Division 1 (Eerste Afdeeling). 
FC Malinois werd kampioen en promoveerde samen met vice-kampioen R. Tilleur FC naar de Ere-afdeling.

## Gedegradeerde teams
Deze teams waren gedegradeerd uit de Ere-Afdeling voor de start van het seizoen:
- FC Malinois (voorlaatste) degradeerde na één seizoen in Ere-Afdeling.
- CS La Forestoise (laatste) degradeerde na één seizoen in Ere-Afdeling.

## Gepromoveerde teams
Deze teams waren gepromoveerd uit de Bevordering voor de start van het seizoen:
- Courtrai Sport (kampioen reeks A) promoveerde na 1 seizoen terug naar 2e nationale.
- CS Tongrois (kampioen reeks B) promoveerde na 1 seizoen terug naar 2e nationale.
- Fléron FC (kampioen reeks C) promoveerde na 3 seizoenen terug naar 2e nationale.

## Deelnemende teams
Deze ploegen speelden in het seizoen 1927-1928 in Eerste Afdeling. Bij elke ploeg wordt het stamnummer aangegeven. De nummers komen overeen met de plaats in de eindrangschikking. Uccle Sport werd koninklijk en wijzigde zijn naam in R. Uccle Sport (Royal Uccle Sport).
| Stam- nummer | Club                 | Plaats                 |    |
| ------------ | -------------------- | ---------------------- | -- |
| 25           | FC Malinois          | Mechelen               | 1  |
| 21           | R. Tilleur FC        | Saint-Nicolas          | 2  |
| 52           | TSV Lyra             | Lier                   | 3  |
| 4            | RFC Liégeois         | Luik                   | 4  |
| 58           | Boom FC              | Boom                   | 5  |
| 51           | CS La Forestoise     | Vorst                  | 6  |
| 15           | R. Uccle Sport       | Ukkel                  | 7  |
| 47           | White Star Woluwe AC | Sint-Lambrechts-Woluwe | 8  |
| 73           | CS Tongrois          | Tongeren               | 9  |
| 148          | FC Turnhout          | Turnhout               | 10 |
| 8            | RCS Verviétois       | Verviers               | 11 |
| 19           | Courtrai Sport       | Kortrijk               | 12 |
| 68           | Oude God Sport       | Mortsel                | 13 |
| 33           | Fléron FC            | Fléron                 | 14 |

| 1 2 3 4 5 6 7 8 9 10 11 12 13 14 Geografische verspreiding clubs |

## Eindstand Eerste Afdeling
|   |    |                      | P  | W  | G | V  | +   | -   | DS  | Ptn |
| - | -- | -------------------- | -- | -- | - | -- | --- | --- | --- | --- |
| K | 1  | FC Malinois          | 26 | 17 | 5 | 4  | 100 | 35  | 65  | 39  |
| P | 2  | R. Tilleur FC        | 26 | 17 | 4 | 5  | 72  | 39  | 33  | 38  |
|   | 3  | TSV Lyra             | 26 | 16 | 5 | 5  | 83  | 43  | 40  | 37  |
|   | 4  | RFC Liégeois         | 26 | 13 | 4 | 9  | 48  | 50  | -2  | 30  |
|   | 5  | Boom FC              | 26 | 12 | 5 | 9  | 59  | 67  | -8  | 29  |
|   | 6  | CS La Forestoise     | 26 | 11 | 6 | 9  | 67  | 69  | -2  | 28  |
|   | 7  | R. Uccle Sport       | 26 | 12 | 3 | 11 | 68  | 60  | 8   | 27  |
|   | 8  | White Star Woluwe AC | 26 | 9  | 6 | 11 | 57  | 57  | 0   | 24  |
|   | 9  | CS Tongrois          | 26 | 9  | 6 | 11 | 55  | 68  | -13 | 24  |
|   | 10 | FC Turnhout          | 26 | 9  | 4 | 13 | 49  | 53  | -4  | 22  |
|   | 11 | RCS Verviétois       | 26 | 9  | 4 | 13 | 50  | 69  | -19 | 22  |
| D | 12 | Courtrai Sport       | 26 | 7  | 6 | 13 | 47  | 61  | -14 | 20  |
| D | 13 | Oude God Sport       | 26 | 5  | 5 | 16 | 49  | 78  | -29 | 15  |
| D | 14 | Fléron FC            | 26 | 4  | 1 | 21 | 50  | 105 | -55 | 9   |

P: wedstrijden gespeeld, W: wedstrijden gewonnen, G: gelijke spelen, V: wedstrijden verloren, +: gescoorde doelpunten, -: doelpunten tegen, DS: doelsaldo, Ptn: totaal punten
 K: kampioen en promotie, P: promotie, D: degradatie

## Promoverende teams
De kampioen en vice-kampioen promoveerden naar Ere Afdeling op het eind van het seizoen:
- FC Malinois (kampioen) promoveerde na 1 seizoen terug naar Ere Afdeling.
- R. Tilleur FC (vice-kampioen) promoveerde na twee seizoenen terug naar Ere Afdeling.

## Degraderende teams
De drie laatste ploegen degradeerden naar Bevordering op het eind van het seizoen:
- Courtrai Sport (12e) degradeerde na één seizoen in 2e nationale.
- Oude God Sport (voorlaatste) degradeerde na vijf seizoenen in 2e nationale.
- Fléron FC (laatste) degradeerde na één seizoen in 2e nationale.

## Voetnoten
1. ↑  In 1947 werd het stamnummer van CS Tongrois veranderd van 73 in 54